# Sukarigruvan
Sukarigruvan (arabiska: السكري) är en guldgruva i guvernementet Al-Bahr al-Ahmar i sydöstra Egypten. Den ligger i den Nubiska och Östra öknen 30 kilometer söder om Marsa Alam inte långt från Röda havet.
Guld har brutits i Egypten sedan före faraonernas tid, men Sakarigruvan är landets första moderna guldgruva. Den drivs av gruvföretaget Centamin, som tillsammans med den egyptiska staten, äger vardera 50 % av bolaget. Brytningen sker dels i dagbrott, dels under jord, och guldreserverna uppskattas till 490 ton (2019). 
Vatten pumpas från Röda havet till gruvan i en 30 kilometer lång pipeline. 
Malmbrytningen började år 2009 i ett område med porfyr och året efter exporterades de första guldtackorna. Produktionen har successivt ökat från 5,7 ton per år 2010 till 15,5 ton år 2017. För att öka lönsamheten har man upparbetat den rikaste malmen, med guldhalter på upp till 5 g/t, först. Malmreserverna innehåller i medeltal 1 gram guld per ton.
I oktober 2020 tvingades man stänga en del av gruvan efter att man hade upptäckt rörelser i gruvavfallet.